# Tuc dera Serra Nauta
El Tuc dera Serra Nauta és una muntanya de 2.715 metres d’altitud situat al nord de la vall d’Aran, al municipi de Naut Aran. Forma part de la carena de muntanyes que conforma la frontera entre Catalunya i l’Arieja. El vessant sud del tuc està situat sobre l'estany Long de Liat, dintre de l'Espai d'interès natural de Sant Joan de Toran,  mentre que el vessant nord forma part del Parc Natural Regional dels Pirineus Ariejans.